# Eupithecia decipiens
Eupithecia decipiens är en fjärilsart som beskrevs av Petersen 1910. Eupithecia decipiens ingår i släktet Eupithecia och familjen mätare. Inga underarter finns listade i Catalogue of Life.